# John de Jongh
John Percy de Jongh (n. Saint Thomas, Islas Vírgenes Estadounidenses, 13 de noviembre de 1957) es un político y economista virgenense. 
Como economista ha trabajado en grandes instituciones financieras y en consejo económico de las Islas Vírgenes.
En política es miembro del Partido Demócrata y actualmente desde el 1 de junio de 2007 es el Gobernador de las Islas Vírgenes de los Estados Unidos.
Está casado desde el año 1986 con Cecilia René Galiber y tienen tres hijos en común.

## Biografía
Nacido en la isla Saint Thomas de las Islas Vírgenes de los Estados Unidos en el año 1957.
Durante su niñez tuvo que mudarse de su isla natal por el divorcio de sus padres, trasladándose a la ciudad de Detroit.
Años más tarde después de haberse graduado en secundaria pasó a realizar sus estudios universitarios licenciándose en economía por la Antioch College de Ohio.
Tras su licenciatura comenzó a trabajar como miembro del Consejo de Desarrollo Económico de la oficina del gobernador de las Islas Vírgenes, posteriormente fue consultor de la Public Financial Management de Filadelfia y también trabajó durante un largo periodo en la Chase Manhattan Bank. En el año 1987 volvió a trabajar para el gobierno de las Islas Vírgenes siendo nombrado como Comisario de Finanzas la cual llevó a cabo numerosas reformas financieras que llegaron a fortalecer la economía de las islas.
Años más tarde inició su carrera política, presentándose en el 2002 como candidato a las elecciones para gobernador de las Islas Vírgenes como independiente.
Posteriormente ingresó en el Partido Demócrata de los Estados Unidos, con el que se volvió a presentar en el 2006 a las elecciones a gobernador, logrando un 57% de los votos consiguiendo ganar las elecciones.
Fue investido en el cargo en sucesión de Charles Wesley Turnbull, el día 1 de junio de 2007, tras las siguientes elecciones celebradas el 2 de noviembre de 2010 se volvió a presentar como candidato y logró ser reelegido.